# Оболенский, Андрей Никитич Ноготь
Андре́й Ники́тич Оболе́нский, прозвище Ноготь — князь, воевода на службе у московского князя Ивана III. Рюрикович в XVIII колене, происходил от Святого Михаила Черниговского. Сын князя Никиты Ивановича Оболенского. От его сына Василия, носившего прозвище Ноготок, происходят князья Ноготковы-Оболенские.

## Биография
Сведения о его службе отрывочны.
В 1481 году направлен с московской ратью на помощь Пскову против ливонских рыцарей (см. Русско-ливонская война (1480—1481). Отразив ливонцев от Пскова, перенес действия на ливонскую территорию, взял город Костер на реке Эмбах, осаждал Юрьев (Дерпт), разорил окрестности и вернулся с богатой добычей и многими пленниками. Вскоре после похода у него произошел какой-то конфликт с псковичами и он увел своё войско в Москву.
В 1493 году участвовал в походе на Литву к Мезецку и Серпейску воеводой правой руки, а после указано ему и его брату Ивану Никитичу Смоле быть воеводой на берегу у Тарусы.

## Критика
В Гербовниках упомянут, как родоначальник князей Ноготковы-Оболенские, но по родословной росписи князей Оболенских, приведённой генеалогом Г. А. Власьевым, показан бездетным.